# J・J・バッハオーフェン
ヨハン・ヤーコプ・バッハオーフェン（英語: Johann Jakob Bachofen、1815年12月22日 - 1887年11月25日）は、スイスの文化人類学者、社会学者、法学者。サヴィニーに強く影響を受けた歴史法学派の一員。

## 経歴
1815年、都市貴族の息子としてスイスのバーゼルに生まれた。1841年、バーゼル大学ローマ法教授に就任(1844年 まで)。1842年から1845年まで、バーゼル刑事裁判所判事を務めた。1845年から1866年まで、バーゼル控訴裁判所判事。
本業は法学者であるが、古代法の研究を通して古代社会についての造詣を深めていった。これをもとにした著作を発表して文化人類学に影響を与えた。特に、古代においては婚姻による夫婦関係は存在しなかったとする乱婚制論や、母権制論(1861年)を発表した。

## 研究内容・影響
バッハオーフェンの研究は、後にルイス・モルガンによる評価と発展を介して、ヴァルター・ベンヤミン、エーリヒ・フロム、トーマス・マン、ロバート・グレーヴスなどに多大な影響を与えた。
影響を受けた人物
- フリードリヒ・ニーチェ
- ヤーコプ・ブルクハルト
- カール・グスタフ・ユング
- カール・ケレーニイ
- ヴァルター・ベンヤミン
- ライナー・マリア・リルケ

エンゲルスは『家族・私有財産・国家の起源』の序文でバッハオーフェンについて大きく言及している。
バッハオーフェンは、文化進化の4つの段階を提案して考察を行った。
1. Hetairism。母権制前の乱婚の段階。プロトアプロディーテーを土着の支配的神と考えた。
2. Das Mutterecht。母権制。農業に基づく、常習的な神秘的カルトと法律の出現と一夫一婦制かつ女性支配の「月の」段階。初期のデメテルを支配的神と考えた。
3. Dionysian。家長制度が誕生し始めたため父権化する。オリジナルのディオニュソスを支配的神と考えた。
4. Apollonian。過去の Matriarchal と Dionysian のすべての痕跡が消える。そして、現代の文明があらわれてくる父権的な「太陽の」段階。

このモデルは20世紀に実証主義から批判が出されるまで影響力を保った（→地母神#母権制と女神の歴史）。
『西洋の神話学』その他を著したジョゼフ・キャンベルの注意を引いたように、バッハオーフェンの理論は結果として宗教・文化・社会のアーリア民族起源論に鋭い反対を突きつけている。

## 訳作
邦訳された著書
- 『母権制序説』吉原達也訳、創樹社 1989／ちくま学芸文庫 2002
- 『母権論序論　リュキア・クレタ』佐藤信行ほか訳、三元社 1992
- 『母権論　古代世界の女性支配に関する研究　その宗教的および法的本質』全3巻、岡道男・河上倫逸監訳、みすず書房 1991-1995
- 『母権制　古代世界の女性支配　その宗教と法に関する研究』上下、白水社 1992-1993。日本翻訳文化賞を受賞
平田公夫・吉原達也・春山清純訳、上山安敏解説、電子書籍で再刊
- 『古代墳墓象徴試論』平田公夫・吉原達也訳、作品社 2004

## J. J. バッハオーフェンに関する著作
- 『バッハオーフェン』石塚正英著、論創社 2001
- 『バッハオーフェン論集成』臼井隆一郎編著、世界書院 1992[2]
- 上山安敏に関連研究がある